# Ectropis striata
Ectropis striata är en fjärilsart som beskrevs av Aigner 1906. Ectropis striata ingår i släktet Ectropis och familjen mätare. Inga underarter finns listade i Catalogue of Life.